# Liste von Krankenhäusern in Bremen
Diese Liste von Krankenhäusern in Bremen erfasst alle 14 vorhandenen Krankenhäuser der Freien Hansestadt Bremen.

## Liste der Krankenhäuser in der Stadtgemeinde Bremen
Insgesamt verfügt die Stadtgemeinde Bremen über zehn Krankenhäuser:
| Klinik                         | Lage                                                                   | Gegründet | Fachabteilungen | Träger                                  | Bild |
| ------------------------------ | ---------------------------------------------------------------------- | --------- | --- | --------------------------------------- | ---- |
| Klinikum Bremen-Nord           | Hammersbecker Str. 228 28755 Bremen 53° 10′ 59″ N, 8° 35′ 41″ O        | 1908      | - Zentrale Notaufnahme - Allgemein-, Gefäß- und Visceralchirurgie - Anästhesiologie, Intensiv- und Notfallmedizin - Geriatrie und Frührehabilitation - Gynäkologie und Geburtshilfe - Innere Medizin - Kinder- und Jugendmedizin - Kinder- und Jugendpsychiatrie - Neurologie und Klinische Neurophysiologie (Stroke Unit) - Psychiatrisches Behandlungszentrum - Radiologie - Unfallchirurgie und Orthopädie | Gesundheit Nord                         |      |
| DIAKO Bremen                   | Gröpelinger Heerstraße 406/408 28239 Bremen 53° 7′ 33″ N, 8° 44′ 44″ O | 1867      | - Zentrale Notaufnahme - Anästhesiologie und Intensivmedizin - Gynäkologie und Geburtshilfe - Chirurgie - Medizinische Klinik I: Innere Medizin - Medizinische Klinik II: Hämatologie und Onkologie - Hals-Nasen-Ohrenklinik (HNO) - Orthopädie und Unfallchirurgie - Urologie und Kinderurologie | DIAKO Ev. Diakonie-Krankenhaus gGmbH    |      |
| St. Joseph-Stift               | Schwachhauser Heerstraße 54 28209 Bremen 53° 5′ 0″ N, 8° 50′ 6″ O      | 1869      | - Zentrale Notaufnahme - Anästhesie und Intensivmedizin - Augenheilkunde - Chirurgie - Gynäkologie und Geburtshilfe - Geriatrie - Hals-Nasen-Ohrenklinik (HNO) - Innere Medizin - Laboratoriumsmedizin - Plastische, Rekonstruktive und Ästhetische Chirurgie - Proktologie - Radiologie - Naturheilkunde | St. Franziskus-Stiftung Münster         |      |
| Klinikum Bremen-Mitte          | Sankt-Jürgen-Straße 1 28205 Bremen 53° 4′ 30″ N, 8° 50′ 15″ O          | 1851      | - Zentrale Notaufnahme - Klinik für Allgemein-, Viszeral- und Onkologische Chirurgie - Anästhesiologie und Schmerztherapie - Augenklinik - Gefäßchirurgie - Gynäkologie, Gynäkoonkologie und Senologie - Hals-Nasen-Ohrenklinik (HNO) - Intensiv- und Notfallmedizin - Kinder- und Jugendmedizin (Eltern-Kind-Zentrum Prof. Hess) - Kinderchirurgie und Kinderurologie - Medizinische Klinik I: Hämatologie und Onkologie - Medizinische Klinik II: Gastroenterologie, Endokrinologie, Ernährungsmedizinin - Medizinische Klinik III: Kardio-pulmonale Funktionsdiagnostik - Mund-, Kiefer- und Gesichtschirurgie und Plastische Operationen - Neurologische Klinik (Stroke Unit) - Neurochirurgie - Neuroradiologie - Nuklearmedizin - Plastische, Rekonstruktive und Ästhetische Chirurgie - Pädiatrische Intensivmedizin - Radiologie - Strahlentherapie und Radioonkologie - Unfallchirurgie und Orthopädie - Urologische Klinik - Pathologie | Gesundheit Nord                         |      |
| Paracelsus-Klinik Bremen       | In der Vahr 65 28329 Bremen 53° 4′ 46″ N, 8° 52′ 39″ O                 | 1957      | - Anästhesie - Neurologie - Neurochirurgie - Orthopädie - Physio- und Ergotherapie - Schmerzmedizin - Sportmedizin und Prävention - Pflege und Begleittherapie | Paracelsus-Kliniken                     |      |
| Klinikum Bremen-Ost            | Züricher Straße 40 28325 Bremen 53° 3′ 52″ N, 8° 56′ 25″ O             | 1904      | - Zentrale Notaufnahme - Allgemein- und Viszeralchirurgie - Unfallchirurgie und Orthopädie - Anästhesie, Intensivmedizin und Schmerztherapie - Dermatologie, Dermatochirurgie, Dermatoonkologie und Allergologie - Forensische Psychiatrie und Psychotherapie - Geriatrie, Physikalische Medizin und Rehabilitation - Innere Medizin - Kinder- und Jugendpsychiatrie, -psychotherapie und -psychosomatik - Neurologie (Stroke Unit) - Neuroradiologie - Pneumologie und Beatmungsmedizin - Psychosomatische Medizin und Psychotherapie - Radiologie - Thoraxchirurgie | Gesundheit Nord                         |      |
| AMEOS Klinikum Bremen          | Rockwinkeler Landstraße 110 28325 Bremen 53° 4′ 37″ N, 8° 56′ 26″ O    | 1764      | - Psychiatrie - Psychiatrische Institutsambulanz - Psychiatrische Tagesklinik - Drogentherapie - Akut-Traumaambulanz | Ameos                                   |      |
| Klinikum Links der Weser       | Senator-Weßling-Straße 1 28277 Bremen 53° 2′ 8″ N, 8° 49′ 8″ O         | 1968      | - Zentrale Notfallaufnahme - Allgemein-, Viszeral- und Unfallchirurgie - Anästhesie, Intensiv- und Notfallmedizin - Gynäkologie und Geburtshilfe - Herzchirurgie - Innere Medizin I: Gastroenterologie, Hämatologie und Onkologie, Infektologie, Diabetologie und Stoffwechselerkrankungen - Innere Medizin II: Kardiologie, Angiologie und Internistische Intensivmedizin - Kinder- und Jugendmedizin - Palliativmedizin - Radiologie - Strukturelle und angeborene Herzfehler / Kinderkardiologie | Gesundheit Nord                         |      |
| Roland-Klinik                  | Niedersachsendamm 72/74 28201 Bremen 53° 3′ 23″ N, 8° 49′ 27″ O        | 1948      | - Handchirurgie und Rekonstruktive Handchirurgie - Endoprothetik, Fußchirurgie, - Kinder- und Allgemeine Orthopädie - Schulterchirurgie, Arthroskopische Chirurgie und Sporttraumatologie - Anästhesiologie und Schmerztherapie - Physiotherapie | Roland-Klinik gemeinnützige GmbH        |      |
| Rotes Kreuz Krankenhaus Bremen | Niedersachsendamm 72/74 28201 Bremen 53° 4′ 11″ N, 8° 48′ 8″ O         | 1876      | - Zentrale Notfallaufnahme - Orthopädie und Unfallchirurgie - Allgemein- und Viszeralchirurgie - Internistische Rheumatologie - Medizinische Klinik - Kardiologie - Anästhesie und Intensivmedizin - Radiologie und Gefäßmedizin | Stiftung Rotes Kreuz Krankenhaus Bremen |      |

## Liste der Krankenhäuser in Bremerhaven
Nachdem das AMEOS Klinikum Mitte Bremerhaven 2024 geschlossen wurde, verfügt die Stadt Bremerhaven über drei Krankenhäuser:
| Klinik                                   | Lage                                                                   | Gegründet | Fachabteilungen | Träger                           | Bild |
| ---------------------------------------- | ---------------------------------------------------------------------- | --------- | --- | -------------------------------- | ---- |
| AMEOS Klinikum Am Bürgerpark Bremerhaven | Schiffdorfer Chaussee 29 27574 Bremerhaven 53° 31′ 56″ N, 8° 36′ 16″ O | 1958      | - Zentrale Notaufnahme - Akut- und Notfallmedizin - Allgemeinchirurgie - Anästhesiologie - Gastroenterologie - Hämatologie - Intensivmedizin - Nuklearmedizin - Onkologie - Palliativmedizin - Pneumologie - Radiologie - Schlafmedizin - Thoraxchirurgie - Viszeralchirurgie | Ameos                            |      |
| ARCHE Klinik                             | Robert-Blum-Straße 7 27574 Bremerhaven 53° 31′ 47″ N, 8° 36′ 54″ O     | 1994      | - Kinder- und Jugendpsychiatrie | Diakonie Arche Bremerhaven gGmbH |      |
| Klinikum Bremerhaven-Reinkenheide        | Postbrookstraße 103 27574 Bremerhaven 53° 32′ 15″ N, 8° 38′ 13″ O      | 1976      | - Zentrale Notaufnahme - Akut- und Notfallmedizin - Akutgeriatrie und geriatrische Frührehabilitation - Allgemein-, Viszeral-, Thorax- und Gefäßchirurgie - Anästhesiologie und Intensivmedizin - Dermatologie, Allergologie und Phlebologie - Gastroenterologie, Pneumologie, Onkologie, Diabetologie - Gynäkologie und Geburtshilfe - Hals-, Nasen-, Ohrenheilkunde (HNO) - Kardiologie - Kinder- und Jugendmedizin - Neurochirurgie - Neurologie - Psychiatrie, Psychotherapie und Psychosomatik - Radio-Onkologie - Unfall- und Handchirurgie, Orthopädie | Stadt Bremerhaven                |      |